# サムソンとデリラ (レンブラント)
『サムソンとデリラ』（独: Simson und Delilah、英: Samson and Delilah）は、17世紀オランダ黄金時代の巨匠レンブラント・ファン・レインが1629-1630年に板上に油彩で制作した絵画で、『旧約聖書』の「士師記」に登場するサムソンの物語が主題である。レンブラントは本作以外にも、サムソンを主題として『サムソンの婚宴』 (アルテ・マイスター絵画館)、『舅を脅かすサムソン』 (ベルリン絵画館)、『ペリシテ人に目を潰されるサムソン』(シュテーデル美術館) を描いている。本作は、ベルリン絵画館 に所蔵されている。

## 来歴
本作は、1632年、ハーグのオラニエ公フレデリック・ヘンドリックのコレクションに最初に記録され、ホンセラールスデイク宮殿に置かれて子孫に継承されたが、イングランド王ウィリアム3世の死に際してプロイセン王フリードリヒ1世に遺贈された。フリードリヒの息子フリードリヒ2世は、おそらく1742年に絵画をベルリンに移した。1793年の王宮の目録では、ホーファールト・フリンクの作品として言及された。 作品は王宮に留まっていたが、1906年に現在の所蔵元であるベルリン絵画館に移された。

## 主題
絵画は、サムソンの物語のエピソードを表している (「士師記」16:17-21)。サムソンはナジル人で、ヨシュアの死後のイスラエルの指導者の肩書だった「士師」(判事) の最後に位置する人物であった。オランダの歴史家たちは、「士師」を「総督」を初めとするオランダの役職の模範であり、これらに対応する存在であると見なしていた。
サムソンは、髭や髪の毛を切らないなどの3つの条件さえ満たしていれば特別な力を有していた。ところが、ペリシテ人の美女デリラの妖しい魅力に溺れて、デリラに自分の力の秘密が髪の毛にあることをもらしてしまう。サムソンは、寝ている間にデリラに髪の毛を切り取られて無力となり、デリラに呼ばれた仲間のペリシテ人たちの襲撃で盲目になる。サムソンは牢獄に入れられるが、まもなく髪の毛が伸びてきて、神に力が取り戻せるように祈り、ペリシテ人の神殿を打ち壊す。サムソンは死ぬが、死の際に圧殺したイスラエル人の敵の数は、生前に殺した者の数より多かった。

## 作品
本作は、サムソンの髪の毛がデリラに切られ、彼の力が失われる直前の瞬間を表している。サムソンはデリラの膝の上で眠っており、背中を鑑賞者に向けている。デリラは正面向きに座っているが、後ろを振り向いて、やってきたペリシテ人に彼女が掴んでいるサムソンの髪の毛を指し示している。薄暗い背景にいる、ハサミを持っているペリシテ人と、剣を抜いている兵士は物語の展開を予測させる。
研究調査によると、現在の構図は、根本的な変更を含む長い制作経緯の後、ようやく生み出されたものである。作品は最初、それほど劇的ではない三角形の構図であったが、2本の対角線を持つものに変更された。その結果、対角線の交差する位置は絵画の中心になっているばかりでなく、主題、すなわちサムソンの髪の毛のある位置ともなっている。
画面左側のペリシテ人の足元の階段上に「RHL (Rembrandt Harmensz Rijnをつなげたもの) 1628」と記されている。しかし、レンブラント研究プロジェクトにより、1628年という制作年は疑問に付されている。この作品は、1630年に制作された他の作品と非常に様式的に近いため、レンブラント研究プロジェクトでは制作年を1629-1630年としている。